# Requiem (Reger)
Das Requiem op. 144b  von Max Reger, auch Hebbel-Requiem genannt, ist eine Vertonung von Friedrich Hebbels Gedicht Requiem. Reger schrieb das Werk 1915 für Alt (oder Bariton), Chor und Orchester. Es ist Regers letztes vollendetes Chorwerk.
Bereits 1912 hatte er als Abschluss seines op. 83 ein Requiem für Männerchor auf denselben Text geschrieben. Er hatte 1914 begonnen, das liturgische lateinische Requiem zu vertonen, doch das Werk blieb unvollendet und erhielt später die Bezeichnung Lateinisches Requiem op. 145a.

## Geschichte
Bereits Brahms hatte Ein deutsches Requiem komponiert, das die Ruhe der Toten nicht liturgisch und nicht auf Latein behandelt, sondern Texte der Lutherbibel zugrunde legt. In dem Werk, das als Regers Requiem (op. 144b) bekannt ist, vertonte dieser ebenfalls nicht das lateinische Requiem, sondern ein Gedicht „Requiem“ des Dramatikers Friedrich Hebbel, das mit den Worten beginnt: „Seele, vergiss sie nicht, / Seele, vergiss nicht die Toten.“ Peter Cornelius hatte 1863 als Reaktion auf den Tod des Dichters auf dieses Gedicht eine Requiem-Motette für sechsstimmigen Chor komponiert. Reger schrieb seinen ersten Satz auf das Gedicht 1912 in Meiningen, wo er seit 1911 als Hofkapellmeister von Herzog Georg II. von Sachsen-Meiningen arbeitete. Unter dem Titel Requiem bildete es den Abschluss seiner Zehn Lieder für Männerchor op. 83. Nach dem Ausbruch des Krieges 1914 begann er das Lateinische Requiem zu vertonen, das er den Soldaten, die im Krieg fielen, widmen wollte. Er komponierte jedoch nur ein Kyrie und ein Fragment des Dies Irae. Das Kyrie wurde später als Lateinisches Requiem op. 145a bezeichnet. Fritz Stein, Regers Freund und Biograph, brachte es 1938 in Berlin zur Uraufführung.

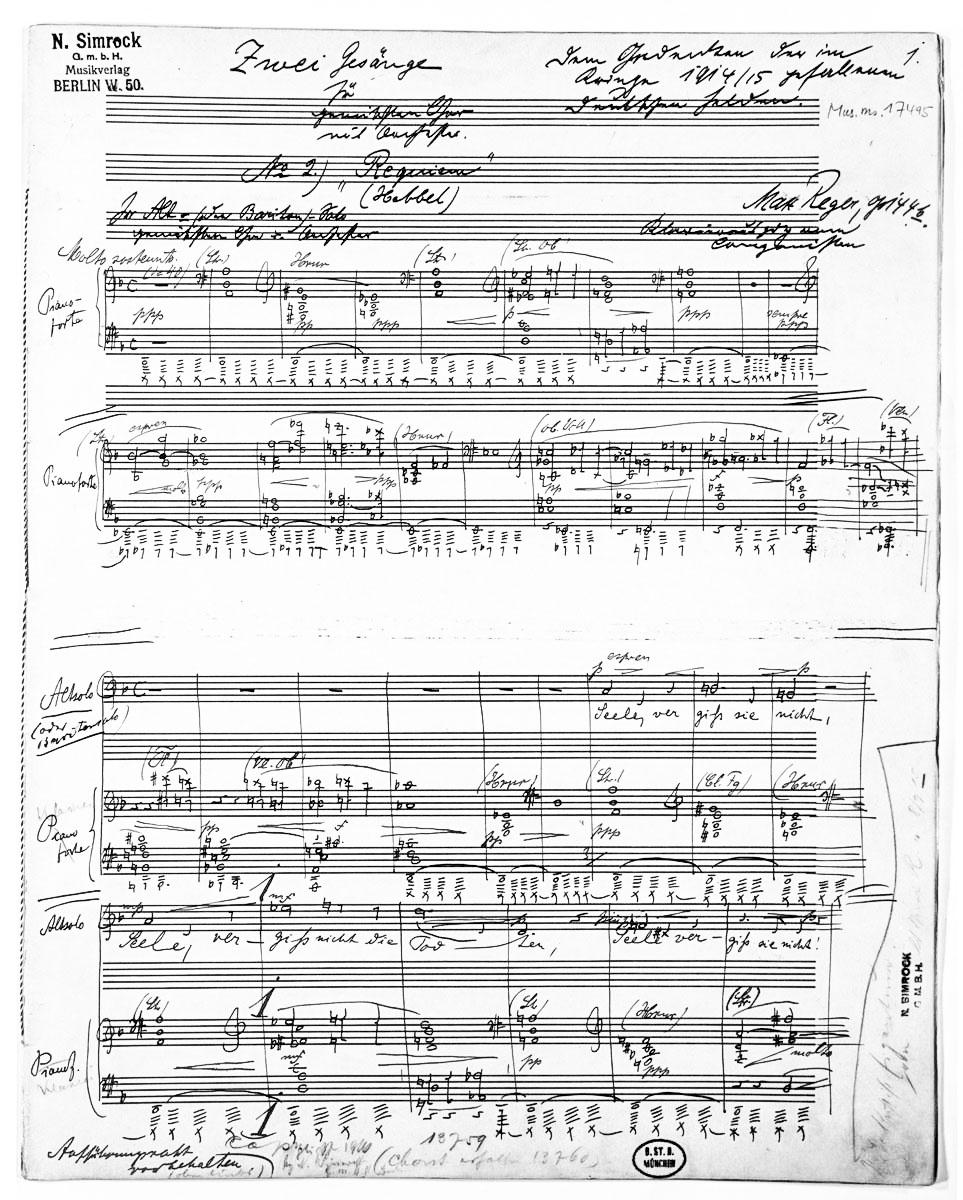
Zwei Gesänge für gemischten Chor mit Orchester, erste Seite von Nr.2) Requiem

 1915, ein Jahr vor seinem Tod, übersiedelte Reger nach Jena und vertonte das Gedicht erneut, diesmal für Solostimme (Alt oder Bariton), Chor und Orchester. Das Requiem op. 144b wurde mit Der Einsiedler op. 144a auf Worte von Joseph von Eichendorff zu Zwei Gesänge für gemischten Chor mit Orchester op. 144 verbunden. Reger schrieb als Widmung: „Dem Andenken der im Kriege gefallenen deutschen Helden.“
Das Requiem wurde am 16. Juli 1916, nach dem Tod des Komponisten, erstmals aufgeführt. Das Werk wurde zuerst bei N. Simrock 1916 veröffentlicht und 1928 bei Edition Peters. Die Aufführungsdauer wird mit 18 Minuten angegeben.

## Gedicht
Der Titel von Hebbels Gedicht „Requiem“ spielt an auf Requiem aeternam (ewige Ruhe), den Beginn der Totenmesse. Hebbel schreibt ebenfalls über die Ruhe für die Toten, doch in anderem Sinne. In den ersten Zeilen „Seele, vergiss sie nicht, / Seele, vergiss nicht die Toten“ redet der Sprecher seine eigene Seele an und ermahnt sie, die Toten nicht zu vergessen. Die Anrede der Seele erinnert an einige Psalmen, wie Psalm 103: „Lobe den Herrn, meine Seele.“ Die Anfangszeilen werden in der Mitte und am Ende des Gedichts wiederholt. Der erste so eingerahmte Abschnitt beschreibt die toten Seelen als „umschwebend“, „schauernd, verlassen“ und malt aus, wie sie, genährt von Liebe, ein letztes Mal ihr verglimmendes Leben genießen. Der zweite Abschnitt schildert, was geschieht, wenn sie vergessen werden: Erst erstarren sie, dann ergreift sie der Sturm der Nacht.

## Musik
Regers Requiem besteht aus einem Satz, der in verschiedenen Abschnitten die Struktur des Gedichts aufnimmt:
A Seele, vergiss sie nicht
B Sieh, sie umschweben dich
C Und in den heiligen Gluten
A' Seele, vergiss sie nicht
B' Sieh, sie umschweben dich
D Und wenn du dich erkaltend ihnen verschließest
E Dann ergreift sie der Sturm der Nacht
A'' Seele, vergiss sie nicht
Die Tonart ist d-Moll wie in Mozarts Requiem. Das Tempo des 4/4-Takts ist Molto sostenuto, gleichbleibend mit kleinen Schwankungen durch stringendo/ritardando bis zur dramatischsten Passage E, die überschrieben ist mit Più mosso (bewegter) und später Allegro. Im Schlussteil wird das Anfangstempo wieder aufgenommen.
Die kurze instrumentale Einleitung entwickelt sich über einem Orgelpunkt, der an die Einleitungen von Bachs Johannes- und Matthäus-Passion erinnert. In einem Muster, das dem Beginn von Ein deutsches Requiem ähnelt, werden die Bassnoten gleichmäßig wiederholt, hier auf dem tiefen D, tiefer als das Es zu Beginn von Wagners Rheingold. In seiner Handschrift schrieb Reger die vielen dafür nötigen Hilfslinien aus (statt zu oktavieren), vielleicht um die Tiefe zu betonen. Die Solostimme allein singt den innigen Anruf (A) „Seele, vergiss sie nicht“, eine schlichte choralartige Melodie, und wiederholt die Worte der ersten Zeile nach der zweiten. Im ganzen Stück singt die Solostimme nur diese Mahnung. Der achtstimmig geteilte Chor beschreibt das Schweben durch meist homophone Akkorde, ppp bezeichnet. In C ist der Chor vier- bis sechsstimmig in unabhängigerer Bewegung gesetzt. In A' singt die Solostimme ähnlich wie beim ersten Mal, doch wiederholt sie zusätzlich die zweite Zeile, während der Chor bereits B' singt. In D „erstarrt“ der Chor buchstäblich auf einem dissonanten fünfstimmigen Akkord fortissimo. In großem Kontrast wird in E der Sturm dramatisch dargestellt durch schnelle Einsatzfolge eines bewegten Themas in Triolen. Den Schlussteil beginnt wieder die Solostimme, doch dann singt auch der Chor den Anruf. Die Solostimme verändert die Worte leicht: „Vergiss sie nicht, die Toten.“ Diese Worte wiederholt der Chor (espressivo, dolcissimo) auf die Melodie des Chorals O Haupt voll Blut und Wunden, von dem Bach fünf Strophen in seiner Matthäus-Passion verwendete. Der erste Abschnitt wird nicht wiederholt, vom zweiten erklingt nur eine halbe Zeile. Reger ist bekannt für Choralzitate im Allgemeinen und diesen insbesondere, meist mit Bezug auf seinen letzten Vers „Wenn ich einmal soll scheiden“. Die zitierten Worte wären dann: „Wenn ich den Tod soll leiden, so tritt du denn herfür. Wenn mir am allerbängsten.“ Reger beendet den Choralsatz auf seine Weise für den Chor, während die Solostimme wiederholt: „Seele, vergiss nicht die Toten.“

## Orgelfassung
Das Requiem erfordert ein großes romantisches Orchester und einen entsprechend großen Chor. Deshalb wird es nur selten aufgeführt. Um die bemerkenswerte Musik zugänglicher zu machen, arrangierte der Münchner Komponist und Organist Max Beckschäfer 1985 das Werk für Solo, Chor und Orgel. Die Orgelversion wurde in der Marktkirche Wiesbaden uraufgeführt, wo Reger selbst die Orgel gespielt hatte, als er ab 1891 dort lebte. Gabriel Dessauer leitete einen Projektchor, der als Reger-Chor bekannt wurde, Beckschäfer spielte den Orgelpart. Der Chor, erweitert durch Choristen aus Belgien zum Reger-Chor-International, führte das Werk erneut 2001 mit dem Organisten Ignace Michiels von der Sint-Salvatorskathedraal in Brügge, sowohl in St. Bonifatius in Wiesbaden (Live-Mitschnitt) als auch in der Kathedrale von Brügge auf.

## Einspielungen
- Chorstücke, Max van Egmond, Junge Kantorei, Symphonisches Orchester Berlin, Leitung: Joachim Martini, live in der Berliner Philharmonie, Teldec 1969[20]
- Requiem op. 144b; Lateinisches Requiem op. 145a; Dies irae, Marga Höffgen, NDR Sinfonieorchester und Chor, Leitung: Roland Bader, Koch Schwann 1988[7][21]
- Orchesterlieder, Dietrich Fischer-Dieskau, St. Michaelis Chor Hamburg, Monteverdi-Chor Hamburg, Philharmonisches Staatsorchester Hamburg, Leitung: Gerd Albrecht, Orfeo 1990[22]
- Hebbel-Requiem (Orgelversion), Reger-Chor-International, Orgel: Ignace Michiels, Leitung: Gabriel Dessauer, 2001 (live)[18]